# هزار بوتة (مقاطعة فارياب)
هزار بوتة (بالفارسية: موتورهای هزاربوته حور) هي مستوطنة تقع في البلدة المركزية في إيران. يقدر عدد سكانها بـ 759 نسمة بحسب إحصاء 2016.